# 1785
| 1785               |
| ------------------ |
| Dødsfald - Fødsler |
| • Begivenheder     |

| Gregoriansk kalender | 1785 MDCCLXXXV          |
| Ab urbe condita      | 2538                    |
| Armensk kalender     | 1234 ԹՎ ՌՄԼԴ            |
| Kinesiske kalender   | 4481 – 4482 甲辰 – 乙巳 |
| Etiopisk kalender    | 1777 – 1778             |
| Jødisk kalender      | 5545 – 5546             |
| Hindukalendere       |                         |
| - Vikram Samvat      | 1840 – 1841             |
| - Shaka Samvat       | 1707 – 1708             |
| - Kali Yuga          | 4886 – 4887             |
| Iransk kalender      | 1163 – 1164             |
| Islamisk kalender    | 1199 – 1200             |

Konge i Danmark: Christian 7. 1766-1808
Se også 1785 (tal)

## Begivenheder
- 1. januar - John Walter udgiver det første nummer af Daily Universal Register. I 1788 tager det navneforandring til The Times.
- 7. januar – Den engelske kanal krydses for første gang i varmluftsballon af franskmanden Jean-Pierre Blanchard og amerikaneren John Jeffries .
- 10. marts – Thomas Jefferson udnævnes til ambassadør i Frankrig; han efterfølger Benjamin Franklin på posten.

## Født
- 4. januar – Jacob Grimm, tysk filolog og samler af folkeeventyr (død 1863).
- 15. august – Thomas de Quincey, engelsk forfatter (død 1859).
- 25. august – Adam Wilhelm Moltke, første danske statsminister (død 1864).

## Dødsfald
- 24. februar – Carlo Buonaparte, korsikansk jurist og politiker, far til den senere kejser Napoleon (født 1746).